# アンガダ

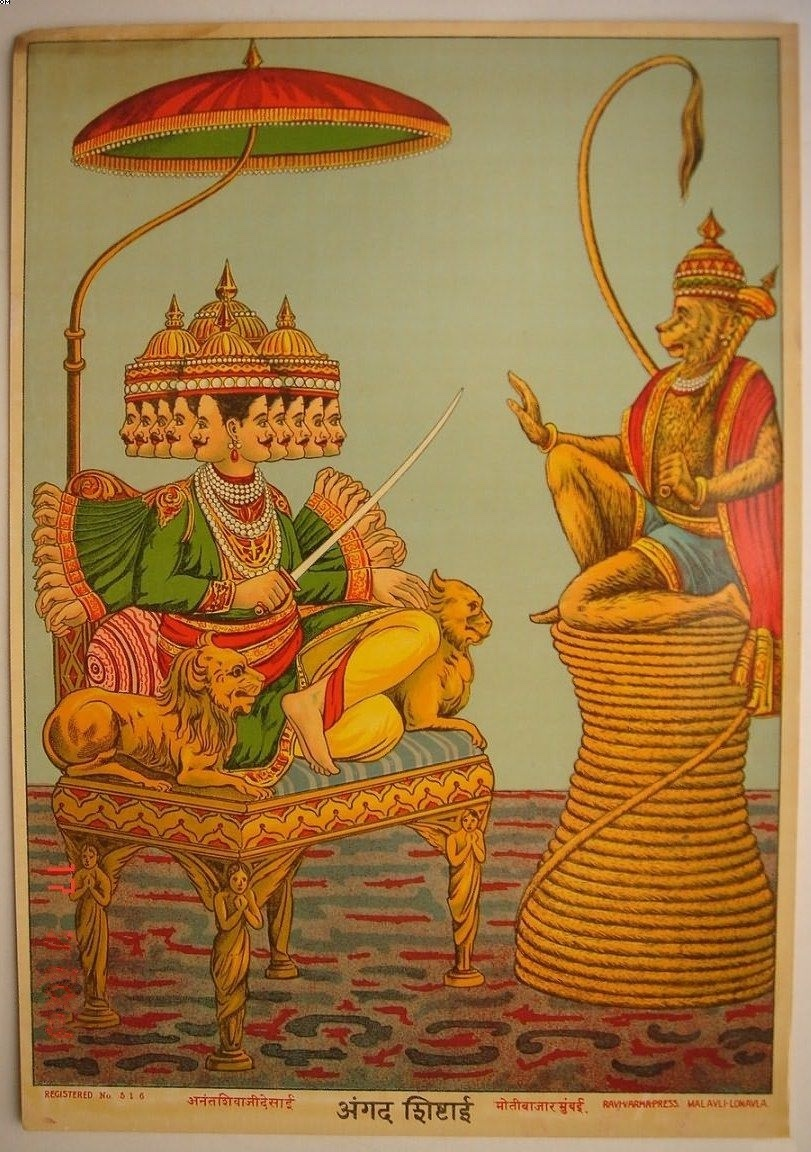
ラーヴァナとアンガダ

アンガダ（梵: अंगद, Aṅgada）は、インドの叙事詩『ラーマーヤナ』に登場するヴァナラ（猿）族の王子。猿王ヴァーリンとその妃ターラーの子。性格は父に似ず、温厚。ヴァナラを代表する戦士。
ヴァーリンがラーマによって殺され、スグリーヴァがキシュキンダーの王に復位したさい、ラーマの後見のもとで後継者として指名された。ラーヴァナとの間に起こった戦争では、ヴァジュラダンシュトラ、ナラーンタカ（ラーヴァナの王子の1人）、カンパナ、プラジャンガ、マハーパールシュヴァらの将を倒した。しかしクムバ（クムバカルナの子）の放った矢によって目を傷つけられて盲となった。